# Cucut de la Xina
El cucut de la Xina (Hierococcyx hyperythrus) és una espècie d'ocell de la família dels cucúlids (Cuculidae) que habita boscos i matolls, criant a l'extrem oriental de Sibèria, nord-est de la Xina, Corea i Japó. Passa l'hivern al sud de la Xina i el Sud-est Asiàtic.